# دانييل غارسيا كارييو
دانييل غارسيا كارييو (بالإسبانية: Daniel García Carrillo)‏ (مواليد 24 مايو 1990 - ثوماراغا ، إسبانيا) هو لاعب كرة قدم إسباني ، يلعب في مركزي خط الوسط المحوري والدفاعي ، ويلعب حاليًا لنادي إيبار الإسباني.

## الألقاب والإنجازات

### إيبار
- دوري الدرجة الثانية الإسباني: 2013–2014

## روابط خارجية
- دانييل غارسيا كارييو على موقع قاعدة بيانات كرة القدم.إي يو (الإنجليزية)
- دانييل غارسيا كارييو على موقع Soccerbase.com (لاعب) (الإنجليزية)
- دانييل غارسيا كارييو على موقع Soccerway.com (الإنجليزية)
- دانييل غارسيا كارييو على موقع عالم كرة القدم.نت (الإنجليزية)
- دانييل غارسيا كارييو على موقع AS.com (الإسبانية)